# Ventilazione non invasiva
La ventilazione non invasiva, o NIV (Non-Invasive Ventilation), più propriamente ventilazione non invasiva a pressione positiva, prevede l'erogazione di un supporto alla ventilazione tramite l'uso di un ventilatore meccanico, utilizzando come interfaccia una maschera o casco. È definita "non invasiva" perché il supporto ventilatorio viene fornito attraverso l'intero percorso delle vie aeree anatomiche, escludendo l'intubazione endotracheale o tracheostomia.
Sebbene vi sia somiglianza nell'uso di interfacce e macchinari, la NIV non è da confondersi con la pressione positiva continua delle vie aeree (CPAP), che applica un unico livello di pressione positiva delle vie aeree durante l'intero ciclo respiratorio; pertanto la CPAP non fornisce un supporto ventilatorio e quindi non può essere classificata come tale, sebbene possa essere utilizzata nelle stesse condizioni cliniche.

## Storia
La ventilazione non invasiva è stata utilizzata dagli anni '40 per varie indicazioni, ma il suo uso attuale è sorto negli anni '80 per le persone con debolezza muscolare respiratoria cronica e negli anni '90 nelle unità di terapia intensiva e in altri contesti di terapia acuta per insufficienza respiratoria acuta.
Nella letteratura medica sono stati utilizzati numerosi termini per descrivere la NIV. Il nome più formale "ventilazione a pressione positiva non invasiva" (NPPV o NIPPV), utilizzato per distinguerla dall'uso dell'ormai rarissimo ventilatore a pressione negativa (ad esempio il polmone d'acciaio), ha goduto di un certo grado di popolarità, ma il suo uso è ora sconsigliato perché fuorviante.
Dal 2000 la NIV è stata ampiamente utilizzata nel trattamento dell'insufficienza respiratoria acuta, anche nei reparti generali piuttosto che solamente nelle unità di terapia intensiva.

## Indicazioni
La ventilazione non invasiva viene utilizzata principalmente per ritardare o prevenire la necessità di un'intubazione endotracheale, o per facilitare l'estubazione dei pazienti che respirano spontaneamente.
Tra le indicazioni vi sono:
- Riacutizzazione di broncopneumopatia cronica ostruttiva
- Edema polmonare cardiogeno con insufficienza respiratoria
- Sindrome da obesità-ipoventilazione
- Pazienti immunocompromessi con insufficienza respiratoria imminente, in cui l'intubazione comporta un rischio di infezione più elevato
- Insufficienza respiratoria ipossiemica
- Pazienti che rifiutano l'intubazione

Il paziente ottimale è vigile, collaborativo, con poche secrezioni delle vie aeree.

## Dispositivi
- maschera nasale
- maschera facciale
- maschera total-face
- casco o scafandro

## Usi clinici
La ventilazione non invasiva viene utilizzata nell'insufficienza respiratoria acuta o cronica causata da una serie di condizioni mediche, ad esempio broncopneumopatia cronica ostruttiva (BPCO); numerosi studi hanno dimostrato che un uso appropriato della NIV riduce la necessità di ventilazione invasiva e le sue complicanze. Inoltre, può essere utilizzato a lungo termine in persone che non possono respirare autonomamente a causa di una condizione cronica, come la sclerosi laterale amiotrofica (SLA).
La NIV può essere utilizzata in modo acuto e a lungo termine. In alcune persone che vanno incontro ad insufficienza respiratoria acuta, vi può essere necessità di un uso a lungo termine della NIV a domicilio.
La ventilazione a pressione positiva deve essere impostata a un valore inferiore alla pressione di apertura dell'esofago (20 cmH2O) per evitare l'insufflazione gastrica.
La ventilazione non invasiva è stata utilizzata nel trattamento del COVID 19.

### Broncopneumopatia cronica ostruttiva
L'indicazione più comune per la ventilazione acuta non invasiva è per l'esacerbazione della broncopneumopatia cronica ostruttiva. La decisione di iniziare la NIV, di solito già in pronto soccorso, dipende dalla risposta iniziale ai farmaci (broncodilatatori somministrati tramite nebulizzatore) e dai risultati degli esami dei gas del sangue arterioso. Se dopo la terapia medica i polmoni rimangono incapaci di eliminare l'anidride carbonica dal flusso sanguigno (acidosi respiratoria), può essere indicata la NIV. Molte persone con BPCO hanno livelli di CO 2 cronicamente elevati con compensazione metabolica, ma la NIV è indicata solo se la CO 2 è aumentata in modo acuto al punto che i livelli di acidità del sangue sono aumentati (pH <7,35). Non esiste un livello di acidità al di sopra del quale non sia possibile utilizzare la NIV, ma un'acidosi più grave conduce ad un rischio maggiore, situazione in cui la NIV da sola può non essere efficace e che sia invece necessaria la ventilazione meccanica invasiva.

### Altre cause di insufficienza respiratoria
Le bronchiectasie possono portare a insufficienza respiratoria ipercapnica acuta e la NIV può essere utilizzata in modo simile alla BPCO.
In casi simili la causa sottostante può essere la fibrosi cistica. Questa causa elevati volumi di espettorato che possono richiedere assistenza fisioterapica specializzata per eliminarlo.
Nelle persone con deformità della parete toracica o malattia neuromuscolare, la NIV può essere iniziata se il livello di CO2 è elevato anche se non ha ancora causato l'acidosi. Nella malattia neuromuscolare, una misurazione spirometrica dei volumi polmonari nota come capacità vitale viene utilizzata per determinare la necessità di supporto respiratorio.
Nell'edema polmonare acuto causato da insufficienza cardiaca scompensata, la qualità delle prove è scarsa ma gli studi hanno mostrato un ridotto rischio di morte e una ridotta necessità di intubazione tracheale sia per NIV che per CPAP. Sia la CPAP che la NIV possono essere utilizzate nel contesto dell'assistenza pre-ospedaliera .
L'asma acuta grave, etichettato come "asma quasi fatale", può causare insufficienza respiratoria acuta ipercapnica. Ci sono prove limitate sull'efficacia della NIV in questa situazione acuta, che comporta un alto rischio di richiedere ventilazione meccanica.
Le linee guida professionali quindi non danno una raccomandazione chiara in situazioni ad alto rischio, e si suggerisce che la NIV venga utilizzata solo in un ambiente di terapia intensiva dove l'ulteriore deterioramento può essere gestito immediatamente, o non gestito. Alcune persone con asma cronico sviluppano una malattia delle vie aeree fisse che assomiglia alla BPCO e la NIV può essere utilizzata in tale contesto.
Dopo un intervento chirurgico importante può svilupparsi insufficienza respiratoria. La NIV può essere utilizzata in questa impostazione durante il periodo di recupero post-operatorio.
In coloro che sono stati sottoposti a ventilazione meccanica invasiva in reparto di terapia intensiva e sono considerati ad alto rischio di nuova intubazione, la NIV può essere utilizzata per prevenire ciò. Tuttavia, se si sviluppa insufficienza respiratoria, si raccomanda la ripresa della ventilazione meccanica rispetto alla NIV. In coloro che sono stati ventilati per insufficienza respiratoria ipercapnica, la NIV può essere utilizzata per facilitare il processo di svezzamento dal ventilatore meccanico invasivo.

### Ventiloterapia domiciliare
Le linee guida di pratica clinica dell'American Thoracic Society (ATS) raccomandano che la NIV venga fornita alla dimissione dopo un programma educazionale, talvolta eseguito dal fisioterapista respiratorio specializzato. Successivamente è necessario un ulteriore studio del sonno in regime ambulatoriale o domiciliare.
L'uso cronico della NIV domiciliare può essere indicata anche nelle persone con malattie neuromuscolari e deformità della parete toracica. Le persone con malattia dei motoneuroni (MND) possono necessitare la NIV domiciliare nel corso della loro malattia. Le linee guida nel Regno Unito stabiliscono che la valutazione della funzione respiratoria fa parte della gestione multidisciplinare della MND.
La sindrome da ipoventilazione da obesità (OHS) può causare insufficienza respiratoria ipercapnica acuta. Quando questo è il caso, i criteri per iniziare la NIV acuta sono simili a quelli per la BPCO (pH ridotto, CO 2 elevata), sebbene ci siano alcuni scenari in cui la NIV può essere iniziata in persone ospedalizzate nonostante un pH normale; questi includono persone con sonnolenza diurna, disturbi del respiro nel sonno e / o evidenza di insufficienza cardiaca del ventricolo destro. Le persone con sindrome da ipoventilazione da obesità spesso richiedono inizialmente la NIV nelle loro cure, ma molte possono passare alla CPAP. Per quanto riguarda l'inizio del trattamento a pressione positiva, le linee guida ATS raccomandano che nelle persone sottoposte a indagine per possibile sindrome delle apnee ostruttive nel sonno (OSAS), la misurazione dell'anidride carbonica arteriosa o del bicarbonato venoso sia eseguita per identificare OHS e determinare un'indicazione per il trattamento con NIV. In quelli con OSA grave e OHS, il trattamento iniziale con CPAP è raccomandato anche se vi è una scarsità di studi che sostengono che l'uso della NIV sia meno efficace rispetto alla CPAP.  In coloro che hanno sia OSA che OHS, una scarsa risposta alla CPAP nonostante una buona aderenza può essere un'indicazione per passare alla NIV.